# Рива Валдобија
Рива Валдобија (итал. Riva Valdobbia) је насеље у Италији у округу Верчели, региону Пијемонт.
Према процени из 2011. у насељу је живело 146 становника. Насеље се налази на надморској висини од 1084 м.

## Становништво
Према резултатима пописа становништва 2011. у општини је живело 251 становника.
| 1931. | 1936. | 1951. | 1961. | 1971. | 1981. | 1991. | 2001. | 2011. |
| ----- | ----- | ----- | ----- | ----- | ----- | ----- | ----- | ----- |
| 536   | 506   | 422   | 341   | 351   | 236   | 239   | 230   | 251   |